# 김원태 (정치인)
김원태(金元泰, 일본식 이름: 駕川元泰 가카와 모토타이, 1909년 8월 29일 ~ 1997년 12월 22일)는 일제강점기와 대한민국의 행정관료이며 정치인이다. 본관은 김해(金海)이며 호는 괴남(槐南)이다.

## 생애
충청북도 괴산군 괴산면에서 출생했으며 괴산군 증평면에서 성장했다. 경성사범학교를 졸업하고 고등문관시험 행정과에 합격하여 조선총독부 관리가 되었다. 일제 강점기 동안 함경북도 상무부 상무과장과 함경북도 온성군 군수를 역임했다.
태평양 전쟁 종전으로 미군정이 시작되면서 그대로 관리에 발탁되었다. 대한민국 내무부의 재정과장, 행정과장 등을 거쳐 제1공화국에서 농림부와 내무부 차관을 지냈다. 《대한민국건국십년지》에는 성실성과 탁월한 행정력을 인정받고 있다는 인물평이 실려 있다.
대한민국 제4대 국회의원 선거에 고향 괴산에서 자유당 소속으로 당선되어 정계에 입문했다. 대한민국 제8대 국회의원 선거와 대한민국 제9대 국회의원 선거에서는 민주공화당의 공천을 받아 당선되면서 3선 의원이 되었다.
2008년 발표된 민족문제연구소의 친일인명사전 수록예정자 명단 중 관료 부문에 선정되었다.

## 약력[1]
- 1932년 : 경성사범학교 졸업
- 1941년 : 고등문관시험 행정과 합격
- 1948년 : 내무부 재정과장, 행정과장, 서울시 내무국장
- 1953년 : 내무부 지방국장
- 1954년 ~ 1955년 : 농림부차관
- 1955년 ~ 1957년 : 내무부차관
- 1958년 ~ 1960년 : 제4대 민의원
- 1958년 : 국회 내무위원장
- 1966년 : 무임소장관, 민주공화당 당무위원
- 1971년 ~ 1972년 : 제8대 국회의원
- 1971년 : 민주공화당 당기위원장
- 1973년 ~ 1979년 : 제9대 국회의원
- 1976년 : 민주공화당 중앙위원회 부의장
- 1978년 ~ 1982년 : 대한잠사회 상근회장

## 역대 선거 결과
|  | 55.92% |

|  | 21.06% |

|  | 69.38% |

|  | 33.80% |